# Numéro ONU

Panneau annonçant une substance dangereuse, avec en haut le code Kemler 33 indiquant un liquide très inflammable et en bas le numéro ONU 1203 correspondant à l'essence (carburant pour automobiles).

Les numéros ONU sont des nombres à quatre chiffres qui identifient les matières dangereuses dans le cadre du transport international de ces marchandises, comme les substances explosives, radioactives, toxiques, corrosives, inflammables, etc. Seules les substances dangereuses ont un numéro ONU, les autres n'en ont pas.
Certains numéros ONU identifient des substances précises, comme le no 2030 pour l'hydrate d'hydrazine H2N–NH2·H2O contenant entre 37 et 64 % massiques d'hydrazine N2H4, utilisé en astronautique, tandis que d'autres numéros ONU identifient des groupes de substances dangereuses, comme le no 0094 pour les poudres flash, utilisées en pyrotechnie, voire simplement une propriété chimique sans référence à la nature de la substance, comme le no 1993 pour les liquides inflammables. Le numéro ONU peut varier pour une même substance selon qu'elle est solide, liquide ou gazeuse si ses propriétés dangereuses dépendent de l'état sous lequel elle se trouve. Il peut également varier selon le degré de pureté ou la concentration en solution.
Les numéros ONU sont définis par le Comité d'experts du transport des matières dangereuses de l'ONU. Ils sont publiés dans les Recommandations pour le transport des matières dangereuses, qu'on appelle également le livre orange. Ces recommandations sont mises en œuvre par les autorités compétentes pour les différents modes de transport concernés.
La liste des numéros ONU donne un aperçu de ces numéros.